# کیم سو می
کیم سو می (کره‌ای: 김수미؛ زادهٔ کیم یونگ اوک؛ ۳ سپتامبر ۱۹۴۹ – ۲۵ اکتبر ۲۰۲۴) بازیگر اهل کره جنوبی بود. کیم فعالیت هنری خود را در سال ۱۹۷۰ و با حضور در یک مسابقه استعدادیابی آغاز کرد و سپس در خاطرات کشور به شهرت رسید. این مجموعه تلویزیونی برای ۲۰ سال پخش شد و کیم را به یکی از محبوب‌ترین بازیگران زن کره جنوبی در دههٔ ۱۹۸۰ تبدیل کرد.
از آثاری که در آنها ایفای نقش کرده است می‌توان به آقای باغ‌وحش: وی‌آی‌پی گمشده، مرد آسفالت، اتفاقی که در بالی افتاد، پادشاه و من، ازدواج توقف‌ناپذیر، آیدل خون‌آشام و مردی در آشپزخانه اشاره کرد. 